# 朱爾峰
72°23′S 5°33′W / 72.383°S 5.550°W
朱爾峰，是南極洲的山峰，位於毛德皇后地的瑪塔公主海岸，處於博格山西北面65公里，挪威製圖師根據測量和拍攝的空中照片繪入地圖，現時由南極條約體系管理。